# Estádio Municipal Cel. Virgílio Távora
Estádio Municipal Cel. Virgílio Távora – stadion piłkarski, w Aracati, Ceará, Brazylia, na którym swoje mecze rozgrywa klub Aracati Esporte Clube.